# Sergenon
Sergenon település Franciaországban, Jura megyében. Lakosainak száma 57 fő (2022. január 1.). Sergenon Biefmorin, Chêne-Bernard, Les Deux-Fays, Pleure, Rye és Sergenaux községekkel határos.

## Népesség
A település népessége az elmúlt években az alábbi módon változott:
| Lakosok száma | 73   | 59   | 49   | 38   | 61   | 56   | 52   | 49   | 52   | 57   |
|               | 1968 | 1982 | 1990 | 2006 | 2013 | 2015 | 2017 | 2019 | 2020 | 2022 |